# Saison 2020 de la Super League
Navigation
Édition précédente Édition suivante
La Saison 2020 de la Super League (connue pour des raisons de partenariats comme la Betfred Super League XXV) est la vingt-cinquième saison de cette compétition, depuis sa création en 1996. 
Douze équipes joueront 23 journées de championnat (phase régulière), les cinq meilleures d'entre elles seront qualifiées pour la phase finale composée de quatre tours, à savoir le premier tour, le second tour, les demi-finales et la grande finale pour pouvoir gagner le trophée de la Super League. Le dernier est relégué en Championship. 
La finale a lieu le 27 novembre 2020 à KCOM Stadium à Kingston upon Hull.
Pour la première fois de son histoire, elle est  également disputée par un club canadien : le Wolfpack (« Meute de loups » en français) de Toronto.

## Équipes
La Super League 2020 reprend la formule de la saison 2019 à savoir la mise en place d'un système de relégation et de promotion avec la Championship. Cette saison, seul le dernier est relégué en Championship à l'issue de la saison régulière.
Dix des équipes sont dans le Nord de l'Angleterre, une à Toronto avec le Wolfpack de Toronto et une est située en France avec les Dragons Catalans à Perpignan.
| Club                       | Classement en 2019 | Entraîneur(s)                  | Capitaine(s)             | Stade                    | Capacité |
| -------------------------- | ------------------ | ------------------------------ | ------------------------ | ------------------------ | -------- |
| Castleford Tigers          | 5e                 | Daryl Powell                   | Michael Shenton          | The Mend-O-Hose Jungle   | 11 750   |
| Dragons Catalans           | 7e                 | Steve McNamara                 | Rémi Casty               | Stade Gilbert-Brutus     | 14 000   |
| Huddersfield Giants        | 10e                | Simon Woolford → Luke Robinson | Aidan Sezer              | John Smith's Stadium     | 24 544   |
| Hull KR                    | 11e                | Tony Smith                     | Shaun Kenny-Dowall       | New Craven Park          | 12 225   |
| Hull FC                    | 6e                 | Lee Radford → Andy Last        | Danny Houghton           | KCOM Stadium             | 25 404   |
| Leeds Rhinos               | 8e                 | Richard Agar                   | Luke Gale                | Headingley Rugby Stadium | 22 250   |
| Wolfpack de Toronto        | 1er (Championship) | Brian McDermott                | Josh McCrone             | Stade Lamport            | 9 600    |
| Salford Red Devils         | Finaliste          | Ian Watson                     | Mark Flanagan Lee Mossop | AJ Bell Stadium          | 12 000   |
| St Helens RLFC             | Champion           | Kristian Woolf                 | James Roby               | Totally Wicked Stadium   | 18 000   |
| Wakefield Trinity Wildcats | 9e                 | Chris Chester                  | Jacob Miller             | Beaumont Legal Stadium   | 11 000   |
| Warrington Wolves          | 4e                 | Steve Price                    | Chris Hill               | Halliwell Jones Stadium  | 15 500   |
| Wigan Warriors             | Demi-finaliste     | Adrian Lam                     | Thomas Leuluai           | DW Stadium               | 25 138   |

## Déroulement de la compétition
La saison 2020 voit l'arrivée de la première franchise canadienne en Super League, le Wolfpack de Toronto, qui arrive du second échelon le Championship. Le club canadien fait sensation avec le retour au rugby à XIII du double vainqueur de la Coupe du monde de rugby à XV néo-zélandais Sonny Bill Williams. Une autre arrivée du rugby à XV fait sensation avec l'arrivée de l'Australien Israel Folau aux Dragons Catalans à la suite de son licenciement par la fédération australienne de rugby à XV, la franchise française compte également l'arrivée de James Maloney, transfuge de National Rugby League. La Super league voit également les arrivées de Gareth Widdop à Warrington, George Williams et Bevan French à Wigan, Manu Ma'u à Hull FC, Sosaia Feki et Cheyse Blair pour Castleford, Aiden Sezer à Huddersfield et Shaun Kenny-Dowall pour Hul KR. Au sein de la Super League, le Man of Steel 2019 Jackson Hastings quitte Salford pour Wigan, Ryan Atkins quitte Warrington pour Wakefield, Daniel Richardson quitte St Helens pour Castleford, Josh Drinkwater d'Hull KR pour les Dragons Catalans, Luke Gale de Castleford à Leeds et Jordan Abdull des London Broncos à Hull KR. Enfin St Helens, champion sortant, décide de ne pas recruter un seul joueur et de conserver l'effectif de la saison 2019.
La presse spécialisée cite St Helens comme favori à sa propre succession devant Warrington, Leeds, Hull FC et Wigan.

## Résultats

### Classement
| Rang | Franchise           | J  | V  | N | D  | Pm  | Pe  | Diff | Pts |
| ---- | ------------------- | -- | -- | - | -- | --- | --- | ---- | --- |
| 1    | Wigan Warriors      | 17 | 13 | 0 | 4  | 408 | 278 | +130 | 26  |
| 2    | St Helens RLFC      | 17 | 12 | 0 | 5  | 469 | 195 | +274 | 24  |
| 3    | Warrington Wolves   | 18 | 12 | 0 | 6  | 379 | 231 | +148 | 24  |
| 4    | Dragons catalans    | 13 | 8  | 0 | 5  | 376 | 259 | +117 | 16  |
| 5    | Leeds Rhinos        | 17 | 10 | 0 | 7  | 369 | 390 | -21  | 20  |
| 6    | Hull FC             | 18 | 10 | 0 | 8  | 432 | 450 | -18  | 20  |
| 7    | Huddersfield Giants | 18 | 7  | 0 | 11 | 318 | 367 | -49  | 14  |
| 8    | Castleford Tigers   | 16 | 6  | 0 | 10 | 328 | 379 | -51  | 12  |
| 9    | Salford Red Devils  | 18 | 8  | 0 | 10 | 354 | 469 | -115 | 16  |
| 10   | Wakefield Wildcats  | 19 | 5  | 0 | 14 | 324 | 503 | -179 | 10  |
| 11   | Hull KR             | 17 | 3  | 0 | 14 | 290 | 526 | -236 | 6   |

|  | Champion de la saison régulière et qualifié pour les demi-finales. |
|  | Qualifié pour les demi-finales                                     |
|  | Relégué en Championship.                                           |

Le classement est déterminé par le ratio de victoires/matchs et non en nombre de points.
Attribution des points : deux points sont attribués pour une victoire, un point pour un match nul, aucun point en cas de défaite.

Toronto, initialement engagé et ayant pris part aux quatre premières journées, annonce qu'à cause de la pandémie de coronavirus il ne reprend pas la compétition invoquant des problèmes financiers auxquels il serait confronté. Ses résultats sont donc effacés.

### Phase finale
|  | Quarts de finale | Quarts de finale | Quarts de finale    | Quarts de finale |                     |       | Demi-finales        | Demi-finales        | Demi-finales        | Demi-finales        |  |  | Finale              | Finale              | Finale              | Finale              |
|  |                  |                  |                     |                  |                     |       |                     |                     |                     |                     |  |  |                     |                     |                     |                     |
|  |                  |                  |                     |                  |                     |       | Le 19 novembre 2020 | Le 19 novembre 2020 | Le 19 novembre 2020 | Le 19 novembre 2020 |  |  | Le 27 novembre 2020 | Le 27 novembre 2020 | Le 27 novembre 2020 | Le 27 novembre 2020 |
|  |                  |                  |                     |                  |                     |       | Le 19 novembre 2020 | Le 19 novembre 2020 | Le 19 novembre 2020 | Le 19 novembre 2020 |  |  | Le 27 novembre 2020 | Le 27 novembre 2020 | Le 27 novembre 2020 | Le 27 novembre 2020 |
|  |                  |                  |                     |                  |                     |       | Le 19 novembre 2020 | Le 19 novembre 2020 | Le 19 novembre 2020 | Le 19 novembre 2020 |  |  | Le 27 novembre 2020 | Le 27 novembre 2020 | Le 27 novembre 2020 | Le 27 novembre 2020 |
|  |                  |                  |                     |                  |                     |       | Le 19 novembre 2020 | Le 19 novembre 2020 | Le 19 novembre 2020 | Le 19 novembre 2020 |  |  | Le 27 novembre 2020 | Le 27 novembre 2020 | Le 27 novembre 2020 | Le 27 novembre 2020 |
|  |                  |                  |                     |                  |                     |       | Le 19 novembre 2020 | Le 19 novembre 2020 | Le 19 novembre 2020 | Le 19 novembre 2020 |  |  | Le 27 novembre 2020 | Le 27 novembre 2020 | Le 27 novembre 2020 | Le 27 novembre 2020 |
|  | 1er              | Wigan            | 29                  | 29               |                     |       |                     |                     |                     |                     |  |  | Le 27 novembre 2020 | Le 27 novembre 2020 | Le 27 novembre 2020 | Le 27 novembre 2020 |
|  | 1er              | Wigan            | 29                  | 29               | Le 12 novembre 2020 |       |                     |                     |                     |                     |  |  | Le 27 novembre 2020 | Le 27 novembre 2020 | Le 27 novembre 2020 | Le 27 novembre 2020 |
|  |                  |                  | Hull FC             | Hull FC          | 2                   | 2     |                     |                     |                     |                     |  |  | Le 27 novembre 2020 | Le 27 novembre 2020 | Le 27 novembre 2020 | Le 27 novembre 2020 |
|  | 3e               | Warrington       | Hull FC             | Hull FC          | 2                   | 2     | 14                  | 14                  |                     |                     |  |  | Le 27 novembre 2020 | Le 27 novembre 2020 | Le 27 novembre 2020 | Le 27 novembre 2020 |
|  | 3e               | Warrington       | Le 20 novembre 2020 |                  |                     |       | 14                  | 14                  |                     |                     |  |  | Le 27 novembre 2020 | Le 27 novembre 2020 | Le 27 novembre 2020 | Le 27 novembre 2020 |
|  | 6e               | Hull FC          | 27                  | 27               |                     |       |                     |                     |                     |                     |  |  | Le 27 novembre 2020 | Le 27 novembre 2020 | Le 27 novembre 2020 | Le 27 novembre 2020 |
|  | 6e               | Hull FC          | 27                  | 27               | Wigan               | Wigan | 4                   | 4                   |                     |                     |  |  |                     |                     |                     |                     |
|  |                  |                  |                     |                  | Wigan               | Wigan | 4                   | 4                   |                     |                     |  |  |                     |                     |                     |                     |
|  |                  |                  | St Helens           | St Helens        | 8                   | 8     |                     |                     |                     |                     |  |  |                     |                     |                     |                     |
|  |                  |                  |                     |                  | 8                   | 8     |                     |                     |                     |                     |  |  |                     |                     |                     |                     |
|  |                  |                  |                     |                  |                     |       |                     |                     |                     |                     |  |  |                     |                     |                     |                     |
|  |                  |                  |                     |                  |                     |       |                     |                     |                     |                     |  |  |                     |                     |                     |                     |
|  | 2e               | St Helens        | 48                  | 48               |                     |       |                     |                     |                     |                     |  |  |                     |                     |                     |                     |
|  | 2e               | St Helens        | 48                  | 48               | Le 13 novembre 2020 |       |                     |                     |                     |                     |  |  |                     |                     |                     |                     |
|  |                  |                  | Dragons Catalans    | Dragons Catalans | 2                   | 2     |                     |                     |                     |                     |  |  |                     |                     |                     |                     |
|  | 4e               | Dragons Catalans | Dragons Catalans    | Dragons Catalans | 2                   | 2     | 26                  | 26                  |                     |                     |  |  |                     |                     |                     |                     |
|  | 4e               | Dragons Catalans |                     |                  |                     |       |                     | 26                  |                     |                     |  |  |                     |                     |                     |                     |
|  | 5e               | Leeds            | 14                  | 14               |                     |       |                     |                     |                     |                     |  |  |                     |                     |                     |                     |
|  | 5e               | Leeds            | 14                  | 14               |                     |       |                     |                     |                     |                     |  |  |                     |                     |                     |                     |
|  |                  |                  |                     |                  |                     |       |                     |                     |                     |                     |  |  |                     |                     |                     |                     |

#### Finale
(mt : 0 - 2)
Homme du match :  James Roby
Points marqués : 
- Wigan : 1 essai de Bibby (66e).
- St Helens : 1 essai de Welsby (80e) ; 2 pénalités de Coote (40e et 73e).

Évolution du score : 0-2 (mi-temps), 4-2, 4-4, 4-8.
Arbitre :  Chris Kendall
Spectateurs : 0
Composition des équipes :
- Wigan : Bevan French - Jake Bibby, Zak Hardaker, Oliver Gildart, Joe Burgess - Thomas Leuluai, Jackson Hastings - Joe Bullock, Sam Powell, Brad Singleton, Willie Isa, Liam Farrell, Oliver Partington - Tony Clubb, Joe Greenwood , Sean O'Loughlin (c), Morgan Smithies - Entraîneur : Adrian Lam
- St Helens : Lachlan Coote - Tommy Makinson, Kevin Naiqama, Jack Welsby, Regan Grace - Jonny Lomax, Theo Fages - Alex Walmsley, James Roby (c), James Graham, Zeb Taia, James Bentley, Morgan Knowles - Dominique Peyroux, Louie McCarthy-Scarsbrook, Matty Lees, Kyle Amor - Entraîneur : Kristian Woolf

### Statistiques

#### Meilleur marqueur de points
| Rang | Joueur            | Club             | Poste            | Points | Essais | Goals | Drops |
| ---- | ----------------- | ---------------- | ---------------- | ------ | ------ | ----- | ----- |
| 1    | Lachlan Coote     | St Helens        | Arrière          | 146    | 8      | 57    | 0     |
| 2    | Zak Hardaker      | Wigan            | Centre           | 128    | 3      | 58    | 0     |
| 3    | James Maloney     | Dragons Catalans | Demi d'ouverture | 118    | 2      | 55    | 0     |
| 4    | Marc Sneyd        | Hull FC          | Demi de mêlée    | 112    | 2      | 50    | 4     |
| 5    | Daniel Richardson | Castleford       | Demi de mêlée    | 105    | 2      | 48    | 1     |
| -    | Aidan Sezer       | Huddersfield     | Centre           | 105    | 7      | 38    | 1     |
| 7    | Krisnan Inu       | Salford          | Deuxième ligne   | 104    | 10     | 32    | 0     |
| 8    | Stefan Ratchford  | Warrington       | Arrière          | 102    | 2      | 47    | 0     |
| 9    | Rhyse Martin      | Leeds            | Deuxième ligne   | 78     | 2      | 35    | 0     |

#### Meilleur marqueur d'essais
| Rang | Joueur         | Club             | Poste     | Essais |
| ---- | -------------- | ---------------- | --------- | ------ |
| 1    | Ashley Handley | Leeds            | Ailier    | 14     |
| 2    | Thomas Davies  | Dragons Catalans | Ailier    | 12     |
| -    | Bevan French   | Wigan            | Arrière   | 12     |
| 4    | Ben Crooks     | Hull KR          | Centre    | 11     |
| -    | Sam Powell     | Wigan            | Talonneur | 11     |
| 6    | Regan Grace    | St Helens        | Ailier    | 10     |
| -    | Krisnan Inu    | Salford          | Ailier    | 10     |

## Récompenses

### Joueurs du mois
Il s'agit d'un titre honorifique mis en place par le journal Rugby League World.
| Mois    | Joueur                     |
| ------- | -------------------------- |
| Février | Bevan French (Wigan) (1/1) |
| Mars    | Paul McShane (1/1)         |

Le journal Rugby League World est suspendu à partir d'avril 2020 en raison de la pandémie et ne réapparaît pas au cours de l'année 2020.

### Trophées de fin de saison
Les trophées sont remis aux joueurs et aux clubs la semaine précédant la finale.
- Man of Steel :  Paul McShane
- Entraîneur de l'année :  Adrian Lam
- Jeune joueur de l'année :  Harry Newman
- Meilleur plaqueur :  Michael Lawrence
- Meilleur marqueur d'essais :  Ash Handley

### Dream Team
La sélection « Dream team » de cette saison 2020 .
|    | Joueur          | Equipe       | Apparition |
| -- | --------------- | ------------ | ---------- |
| 1  | Bevan French    | Wigan        | 1          |
| 2  | Krisnan Inu     | Salford      | 1          |
| 3  | Toby King       | Warrington   | 1          |
| 4  | Konrad Hurrell  | Leeds        | 2          |
| 5  | Ash Handley     | Leeds        | 2          |
| 6  | Jonny Lomax     | St Helens    | 2          |
| 7  | Aidan Sezer     | Huddersfield | 1          |
| 8  | Mike Cooper     | Warrington   | 1          |
| 9  | Paul McShane    | Castleford   | 1          |
| 10 | Alex Walmsley   | St Helens    | 2          |
| 11 | Kelepi Tanginoa | Wakefield    | 1          |
| 12 | Liam Farrell    | Wigan        | 3          |
| 13 | Morgan Knowles  | St Helens    | 2          |

## Albert Goldthorpe Medal
| Points | Joueur |
| ------ | ------ |
|        |        |

## Médias
Si la presse généraliste française , selon son habitude, couvre peu l'évènement, Midi Olympique y consacre une page hebdomadaire dans sa rubrique « Treize Actualités ». Les quotidiens L'Indépendant et la Dépêche du Midi suivent également de près la compétition, leur « audience »  dépassant maintenant leurs régions d'origines, grâce à la présence de leurs titres dans l'offre presse des fournisseurs d'accès internet. 
L'évènement est largement couvert par les magazines et hebdomadaires britanniques de rugby à XIII (Rugby League World, Rugby Leaguer & League Express, League weekly.....),  par les médias généralistes comme The Guardian, et de manière plus épisodique par le Times.
La question de la retransmission à la télévision française des matchs de la seule équipe française en lice, les Dragons catalans,  reste entièrement posée au mois d'octobre 2019. Aucun diffuseur n'étant annoncé à cette date.